# 염흥
염흥(炎興)은 중국 촉한 후주(後主)의 네 번째 연호이자 촉나라의 마지막 연호이다. 263년 8월에서 11월까지 4개월 동안 사용하였다. 263년 11월에 위나라에게 멸망당하면서 폐지되었다.
같은 시기에 사용된 다른 연호로는 조위에서 사용한 경원(景元 : 260년 ~ 264년), 오나라에서 사용한 영안(永安 : 258년 ~ 264년)이 있다.

## 연대대조표
| 염흥                | 원년           |
| 서력                | 263년          |
| 육십간지 (六十干支) | 계미(癸未)     |
| 조위 (曹魏)         | 경원(景元) 4년 |
| 오(吳)              | 영안(永安) 6년 |

## 같이 보기
- 중국의 연호

| 이전 연호 경요(景耀) | 중국의 연호 촉한(蜀漢) | 다음 연호 - |